# Volkswagen Typ 181

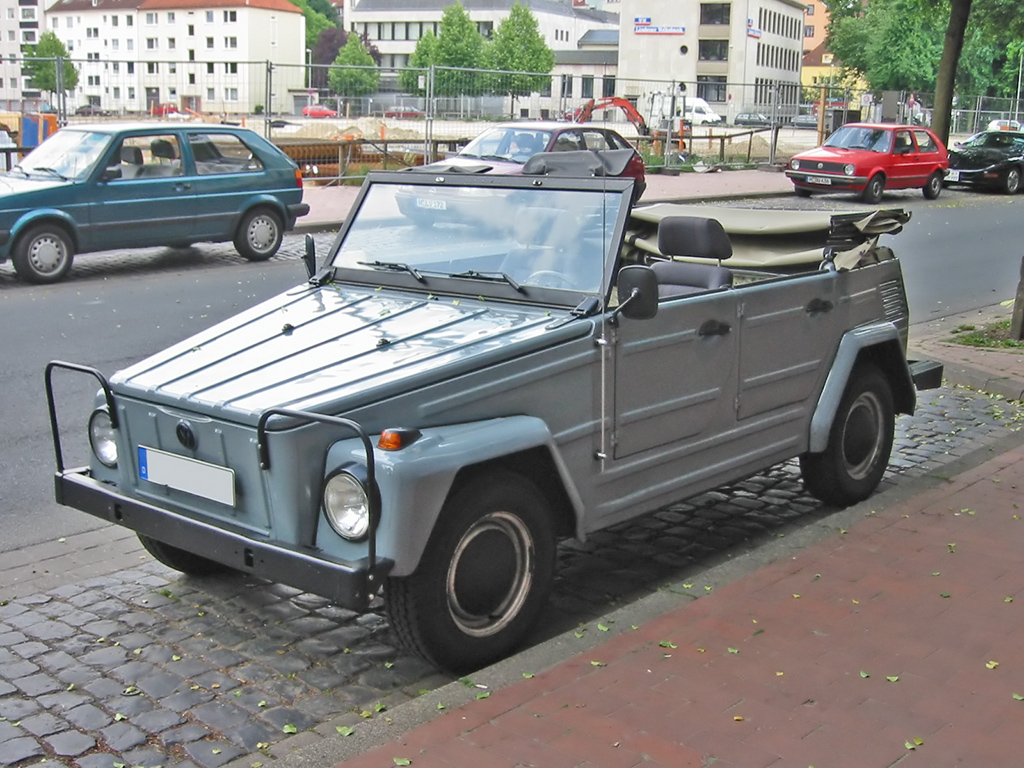
VW Typ 181 Safari.

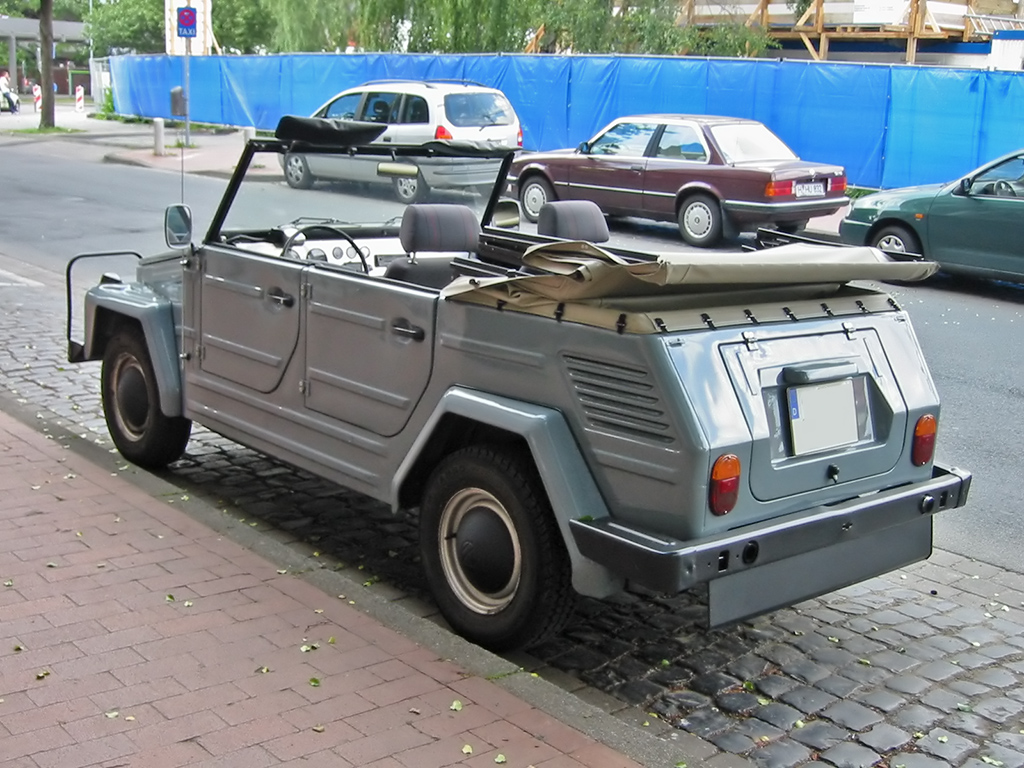
VW 181

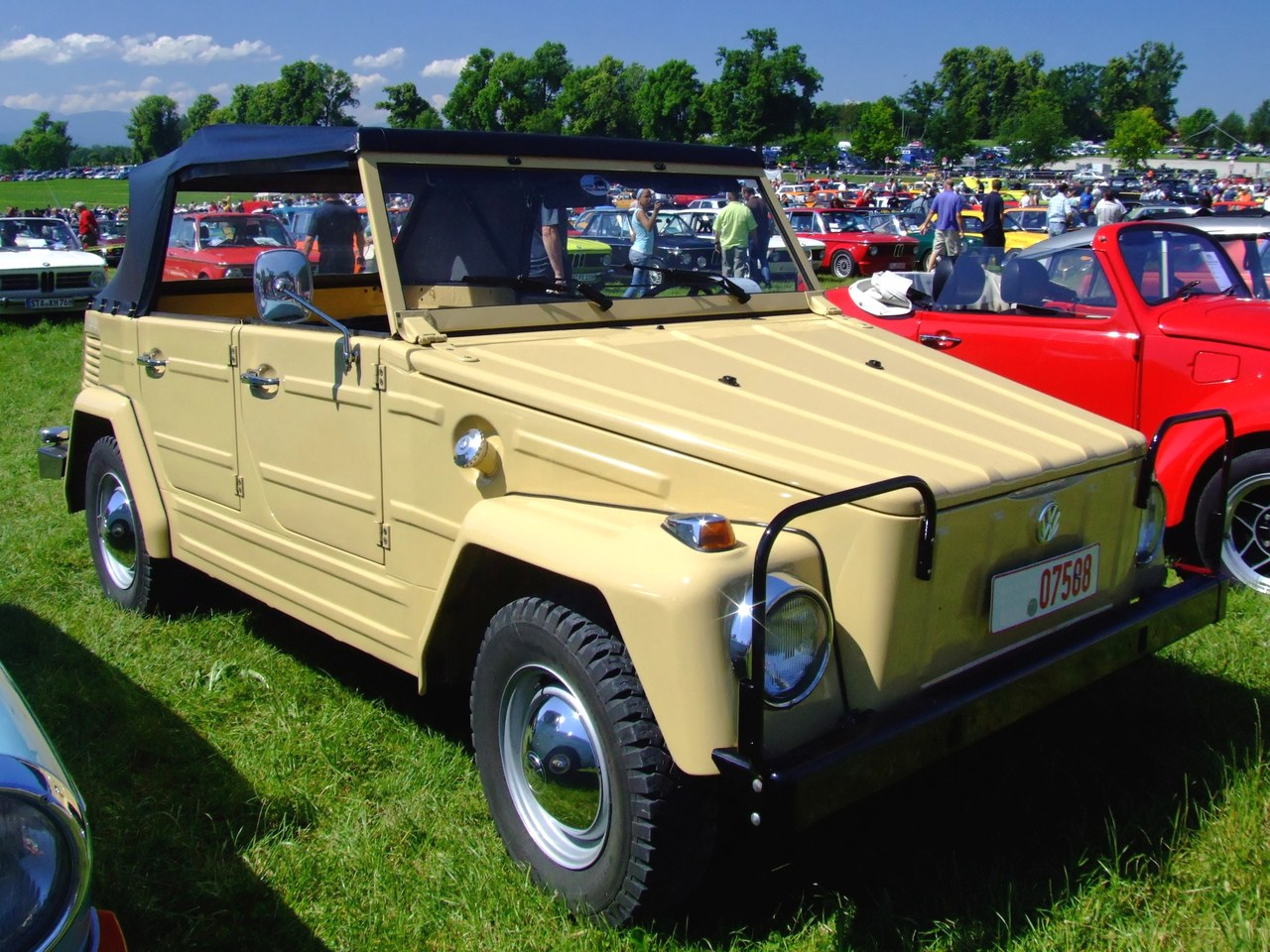
VW 181 (1974)

Volkswagen Typ 181-Safari är ett jeepliknande fordon. Bilen tillverkades med de flesta karossytor plana. Förebilden var den gamla "Kübelwagen" typ 82, från andra världskriget. Bilen var i produktion under åren 1969–1980. Volkswagen Typ 181 tillverkades för militären fram till 1983.
Bilen användes av det tyska försvaret Bundeswehr ett antal år. Den togs fram som ersättare till DKW Munga och presenterades vid IAA i september 1969. Den var till en början tänkt som tillfällig ersättning innan Europajeepen skulle komma. Europajeepen var ett projekt som planerades av Frankrike, Italien och Västtyskland som aldrig kom att realiseras. Den fanns också på den civila marknaden. Bilar producerades i Mexiko, till ett antal av 64254 stycken, under namnet Volkswagen Safari. Man använde namnet Kurirerwagen vid lanseringen för att undvika kopplingar med Kübelwagen som använts av Wehrmacht under andra världskriget. Den var en modernare variant av denna modell som var större, tyngre och kantigare.
Bilen byggdes på Karmann-Ghia typ 14:s bottenplatta och hade en motor på 1 500 ccm; 44 hkr vid 4 000 varv/min. Från augusti månad 1970 kom en ny motor på 1 584 ccm och 44 hkr med "Muldenkolben" vilket betydde kolvar med försänkning för reducerad kompression, 6,6.
1973 kom det en ny motor med mer effekt 48 hkr med kompression 7,3 men fortfarande samma volym 1 584 ccm. På bilar till USA och Kanada modellår 1974 fanns det motorer med L-Jetronic och 50 hkr. Framvagnen var av en lätt modifierad Typ 1 modell. Bakaxeln var ursprungligen från den gamla Typ 2, med pendelaxlar och nerväxlingshus, för att öka markfrigången. Med pristillägg kunde differentialspärr erhållas. Modellåret 1974 fanns det en modell med namnet Acapulco. Den hade blåvittrandigt kapell med specialkedjor att använda när man körde utan dörrar.
Produktionen startade i Wolfsburg 1968 då 16 exemplar tillverkades. Fram till 1974 producerades totalt 57 574 fordon i Wolfsburg innan produktion flyttades till Hannover där 10 629 fordon tillverkades 1974-1975. 1975-1978 tillverkades 2323 fordon i Emden. 1978-1980 tillverkades bilen i Mexiko. Det rörde sig om CKD-byggsatser som exporterades till Mexiko men även till USA. I USA kallades bilen "The Thing". I USA upphörde dock försäljningen 1974 i samband med att Typ 181 inte klarade de nya krocktesterna.

## Typ 181 i populärkultur
Volkswagen Typ 181 har inte minst förekommit inom amerikansk populärkultur. Den förekommer bland annat i Familjen är värre, 50 First Dates, Rat Race och Speed 2.  Inom TV kör bland annat Patty och Selma i Simpsons återkommande en gul Volkswagen Typ 181. I TV-filmen Pirates of Silicon Valley kör Steve Wozniak en Typ 181.